# Mračaj (Bosansko Grahovo)
Mračaj es un pueblo ubicado en el municipio de Bosansko Grahovo, en el cantón 10, Bosnia y Herzegovina.

## Superficie
Posee una superficie de 10,47 kilómetros cuadrados.

## Demografía
Hasta 2013 la población era de 5 habitantes, con una densidad de población de 0,5 habitantes por kilómetro cuadrado.